# Circinella mucoroides
Circinella mucoroides är en svampart som beskrevs av Saito 1907. Circinella mucoroides ingår i släktet Circinella och familjen Mucoraceae.   Inga underarter finns listade i Catalogue of Life.